# Miki Biasion
Massimo Biasion, detto Miki (Bassano del Grappa, 7 gennaio 1958), è un ex pilota di rally italiano e pilota di rally raid, due volte campione del mondo rally nel 1988 e nel 1989.

## Carriera

### Rally

#### Opel
Esordì nel campionato italiano di rally nel 1979 con la Opel Kadett GTE. L'anno seguente con l'Ascona SR partecipa ai campionati italiano, europeo e mondiale. Prende parte agli stessi campionati anche nel biennio successivo pilotando una Ascona 400 con cui al Rally della Lana, valido per il titolo italiano, centra la sua prima vittoria.

#### Lancia

Tiziano Siviero e Biasion, in piedi sulla loro Lancia Delta Integrale 16V, festeggiano il successo al Sanremo del 1989

Nelle prime tre stagioni con la casa torinese prende parte nuovamente ai campionati italiano, europeo e mondiale a bordo di una Lancia Rally 037. Nel 1983 vince sei rally e i titoli italiano ed europeo. Nel 1985 si aggiudica altre due gare. Dall'anno successivo partecipa solo al campionato del mondo.
Nel 1986 al volante della Delta S4 conquista il Rally d'Argentina, la sua prima vittoria iridata; nello stesso anno arriva quinto nella classifica mondiale. L'anno dopo con la Lancia Delta HF 4WD si aggiudica tre corse (Montecarlo, Argentina e Sanremo) e con 94 punti è secondo nel mondiale, preceduto di soli sei punti dal finlandese Juha Kankkunen. Corre nel frattempo anche con l'Alfa Romeo 75 Evoluzione nel campionato turismo.
Nel 1988 a bordo della Delta Integrale vince cinque rally e il suo primo campionato mondiale. Domina anche il Giro automobilistico d'Italia in coppia con Riccardo Patrese al volante di una 75 Evoluzione da 335 CV. Bissa il titolo iridato l'anno seguente, centrando altre cinque vittorie: è stato il terzo rallysta, dopo Walter Röhrl e Kankkunen, a vincere due mondiali nonché il secondo, dopo lo stesso Kankkunen, a vincerli consecutivamente.
Nel 1990 vince due gare, il Rally del Portogallo e il Rally d'Argentina, sempre con la Delta che si conferma l'auto da battere con il suo quarto titolo mondiale marche, ma il mondiale piloti va nelle mani di Carlos Sainz. Nel 1991 disputa una buona stagione con diversi piazzamenti a podio, ma il mondiale si conclude ancora una volta con la vittoria di Kankkunen su Lancia, campione costruttori per la quinta volta consecutiva.

#### Ford e Subaru
Nel 1992 passa alla Ford pilotando la Sierra RS Cosworth. Tuttavia nel nuovo team si ambienta male, e non esita a usare espressioni colorite per esprimere il suo disagio. Una delle poche soddisfazioni che ottiene con la casa statunitense è la vittoria nel Rally di Grecia del 1993, al volante della nuova Escort RS Cosworth.
Conclude la carriera rallystica con la Subaru, ottenendo nel 1995 un terzo posto al Rally di Sanremo.

### Rally raid
Nel 1997 inizia la sua nuova carriera di pilota di camion nei rally raid. Corre con Eurocargo al Master Rally Europa-Asia-Russia concludendolo in seconda posizione. Nel biennio seguente sempre su Eurocargo partecipa alla Coppa del Mondo Tout Terrain GTC Truck conquistando tre vittorie e la classifica nel 1998 e quattro successi e nuovamente la classifica nel 1999.
Nel 2002 entra nella squadra ufficiale Mitsubishi e pilotando una Pajero si classifica terzo al Rally di Tunisia. L'anno dopo si piazza secondo al Rally di Tunisia e secondo alla Parigi-Dakar. Nel 2006 ha partecipato alla Lisbona-Dakar alla guida di una Fiat Panda Cross, ritirandosi; alla Dakar ha poi preso parte anche alle edizioni del 2008 e del 2009.
Il 21 ottobre 2011 vince il Rally del Marocco su Iveco; sul camion, a completare l'equipaggio con il pilota di Bassano del Grappa, c'erano gli esperti Giorgio Albiero e Livio Diamante. L'anno seguente partecipa nuovamente al Rally Dakar, vincendo tre tappe e concludendo la gara al sesto posto su camion Iveco.

## Risultati completi nel mondiale rally
| 1980 | Scuderia     | Vettura        |  |  |  |  |  |  |  |  |     |  |  |  | Punti | Pos. |
| ---- | ------------ | -------------- |  |  |  |  |  |  |  |  | --- |  |  |  | ----- | ---- |
| 1980 | Miki Biasion | Opel Ascona SR |  |  |  |  |  |  |  |  | Rit |  |  |  | 0     |      |

| 1981 | Scuderia         | Vettura         |  |  |  |  |  |  |  |  |  |   |  |  | Punti | Pos. |
| ---- | ---------------- | --------------- |  |  |  |  |  |  |  |  |  | - |  |  | ----- | ---- |
| 1981 | Hawk Racing Club | Opel Ascona 400 |  |  |  |  |  |  |  |  |  | 6 |  |  | 6     | 33º  |

| 1982 | Scuderia | Vettura         |  |  |  |  |  |  |  |  |  |   |  |  | Punti | Pos. |
| ---- | -------- | --------------- |  |  |  |  |  |  |  |  |  | - |  |  | ----- | ---- |
| 1982 | Conrero  | Opel Ascona 400 |  |  |  |  |  |  |  |  |  | 8 |  |  | 3     | 49º  |

| 1983 | Scuderia   | Vettura          |  |  |  |  |  |  |  |  |  |   |  |  | Punti | Pos. |
| ---- | ---------- | ---------------- |  |  |  |  |  |  |  |  |  | - |  |  | ----- | ---- |
| 1983 | Jolly Club | Lancia Rally 037 |  |  |  |  |  |  |  |  |  | 5 |  |  | 8     | 21º  |

| 1984 | Scuderia   | Vettura          |   |  |   |  |   |     |  |  |  |   |  |  | Punti | Pos. |
| ---- | ---------- | ---------------- | - |  | - |  | - | --- |  |  |  | - |  |  | ----- | ---- |
| 1984 | Jolly Club | Lancia Rally 037 | 6 |  | 4 |  | 2 | Rit |  |  |  | 3 |  |  | 43    | 6º   |

| 1985 | Scuderia   | Vettura          |   |  |   |  |     |  |  |  |  |   |  |  | Punti | Pos. |
| ---- | ---------- | ---------------- | - |  | - |  | --- |  |  |  |  | - |  |  | ----- | ---- |
| 1985 | Jolly Club | Lancia Rally 037 | 9 |  | 2 |  | Rit |  |  |  |  | 6 |  |  | 23    | 12º  |

| 1986 | Scuderia       | Vettura                          |    |  |     |     |     |   |   |   |  |  |   |  |  | Punti | Pos. |
| ---- | -------------- | -------------------------------- | -- |  | --- | --- | --- | - | - | - |  |  | - |  |  | ----- | ---- |
| 1986 | Martini Racing | Lancia Rally 037 Lancia Delta S4 | 68 |  | Rit | Rit | Rit | 2 | 3 | 1 |  |  | 3 |  |  | 47    | 5º   |

| 1987 | Scuderia       | Vettura             |   |  |   |  |   |   |   |  |   |  |  |   |  | Punti | Pos. |
| ---- | -------------- | ------------------- | - |  | - |  | - | - | - |  | - |  |  | - |  | ----- | ---- |
| 1987 | Martini Racing | Lancia Delta HF 4WD | 1 |  | 8 |  | 3 | 7 | 2 |  | 1 |  |  | 1 |  | 94    | 2º   |

| 1988 | Scuderia       | Vettura                                    |     |  |   |   |  |   |   |  |   |  |  |   |  | Punti | Pos. |
| ---- | -------------- | ------------------------------------------ | --- |  | - | - |  | - | - |  | - |  |  | - |  | ----- | ---- |
| 1988 | Martini Racing | Lancia Delta HF 4WD Lancia Delta Integrale | Rit |  | 1 | 1 |  | 1 | 1 |  | 2 |  |  | 1 |  | 115   | 1º   |

| 1989 | Scuderia       | Vettura                                           |   |  |   |   |  |   |  |  |   |  |   |  |  | Punti | Pos. |
| ---- | -------------- | ------------------------------------------------- | - |  | - | - |  | - |  |  | - |  | - |  |  | ----- | ---- |
| 1989 | Martini Racing | Lancia Delta Integrale Lancia Delta Integrale 16V | 1 |  | 1 | 1 |  | 1 |  |  | 6 |  | 1 |  |  | 106   | 1º   |

| 1990 | Scuderia       | Vettura                    |   |   |     |  |   |  |   |  |  |     |  |   | Punti | Pos. |
| ---- | -------------- | -------------------------- | - | - | --- |  | - |  | - |  |  | --- |  | - | ----- | ---- |
| 1990 | Martini Racing | Lancia Delta Integrale 16V | 3 | 1 | Rit |  | 3 |  | 1 |  |  | Rit |  | 3 | 76    | 4º   |

| 1991 | Scuderia       | Vettura                    |   |  |   |     |  |   |  |   |  |  |   |  |  |     | Punti | Pos. |
| ---- | -------------- | -------------------------- | - |  | - | --- |  | - |  | - |  |  | - |  |  | --- | ----- | ---- |
| 1991 | Martini Racing | Lancia Delta Integrale 16V | 2 |  | 3 | Rit |  | 3 |  | 2 |  |  | 2 |  |  | Rit | 69    | 4º   |

| 1992 | Scuderia              | Vettura                     |   |  |   |  |   |   |  |  |   |  |   |  |  |   | Punti | Pos. |
| ---- | --------------------- | --------------------------- | - |  | - |  | - | - |  |  | - |  | - |  |  | - | ----- | ---- |
| 1992 | Ford World Rally Team | Ford Sierra RS Cosworth 4x4 | 8 |  | 2 |  | 7 | 3 |  |  | 5 |  | 4 |  |  | 5 | 60    | 4º   |

| 1993 | Scuderia              | Vettura                 |   |  |   |  |   |   |   |     |  |     |     |   |  | Punti | Pos. |
| ---- | --------------------- | ----------------------- | - |  | - |  | - | - | - | --- |  | --- | --- | - |  | ----- | ---- |
| 1993 | Ford World Rally Team | Ford Escort RS Cosworth | 3 |  | 2 |  | 7 | 1 | 2 | Rit |  | Rit | Rit | 4 |  | 76    | 4º   |

| 1994 | Scuderia              | Vettura                 |   |   |  |   |     |     |     |  |   |     | Punti | Pos. |
| ---- | --------------------- | ----------------------- | - | - |  | - | --- | --- | --- |  | - | --- | ----- | ---- |
| 1994 | Ford World Rally Team | Ford Escort RS Cosworth | 4 | 3 |  | 5 | Rit | Rit | Rit |  | 3 | Rit | 42    | 6º   |

| Legenda | 1º posto | 2º posto | 3º posto | A punti | Senza punti | Ritirato | Squalificato | NP=Non partito C=Gara cancellata | Apice=Power stage |

## Palmarès

### Rally
- campionato del mondo rally (1988 e 1989)

Vittorie nel mondiale rally
| #  | Anno | Rally                | Navigatore      | Vettura                    |
| -- | ---- | -------------------- | --------------- | -------------------------- |
| 1  | 1986 | Rally d'Argentina    | Tiziano Siviero | Lancia Delta S4            |
| 2  | 1987 | Rally di Montecarlo  | Tiziano Siviero | Lancia Delta 4WD           |
| 3  | 1987 | Rally d'Argentina    | Tiziano Siviero | Lancia Delta 4WD           |
| 4  | 1987 | Rally di Sanremo     | Tiziano Siviero | Lancia Delta 4WD           |
| 5  | 1988 | Rally del Portogallo | Carlo Cassina   | Lancia Delta Integrale     |
| 6  | 1988 | Safari Rally         | Tiziano Siviero | Lancia Delta Integrale     |
| 7  | 1988 | Rally dell'Acropoli  | Tiziano Siviero | Lancia Delta Integrale     |
| 8  | 1988 | Olympus Rally        | Tiziano Siviero | Lancia Delta Integrale     |
| 9  | 1988 | Rally di Sanremo     | Tiziano Siviero | Lancia Delta Integrale     |
| 10 | 1989 | Rally di Montecarlo  | Tiziano Siviero | Lancia Delta Integrale     |
| 11 | 1989 | Rally del Portogallo | Tiziano Siviero | Lancia Delta Integrale     |
| 12 | 1989 | Safari Rally         | Tiziano Siviero | Lancia Delta Integrale     |
| 13 | 1989 | Rally dell'Acropoli  | Tiziano Siviero | Lancia Delta Integrale     |
| 14 | 1989 | Rally di Sanremo     | Tiziano Siviero | Lancia Delta Integrale 16V |
| 15 | 1990 | Rally del Portogallo | Tiziano Siviero | Lancia Delta Integrale 16V |
| 16 | 1990 | Rally d'Argentina    | Tiziano Siviero | Lancia Delta Integrale 16V |
| 17 | 1993 | Rally dell'Acropoli  | Tiziano Siviero | Ford Escort Cosworth       |

### Rally raid
Rally Dakar
Con l'edizione del 2013, Biasion ha raggiunto il traguardo delle dieci partecipazioni al Rally Dakar, tre nella categoria auto e sette nei camion.
| # | Anno | Categoria | Equipaggio                      | Mezzo             | Pos. | Tappe |
| - | ---- | --------- | ------------------------------- | ----------------- | ---- | ----- |
| 1 | 1998 | Camion    | Tiziano Siviero, Livio Diamante | Iveco Eurocargo   | Rit. |       |
| 2 | 1999 | Camion    | Tiziano Siviero, Livio Diamante | Iveco Eurocargo   | 5º   |       |
| 3 | 2003 | Auto      | Tiziano Siviero                 | Mitsubishi Pajero | 15º  |       |
| 4 | 2004 | Auto      | Tiziano Siviero                 | Mitsubishi Pajero | Rit. |       |
| 5 | 2005 | Camion    | Giorgio Albiero, Livio Diamante | Iveco Eurocargo   | Rit. |       |
| 6 | 2007 | Auto      | Tiziano Siviero                 | Panda 4x4         | Rit. |       |
| 7 | 2012 | Camion    | Giorgio Albiero, Michel Huisman | Iveco Trakker 4x4 | 6º   | 3     |

Altri risultati
1998
- al Rally di Tunisia su Iveco Eurocargo (categoria camion)
- al Rally dei Faraoni su Iveco Eurocargo (categoria camion)
- all'Abu Dhabi Desert Challenge su Iveco Eurocargo (categoria camion)
- in Coppa del mondo rally raid su Iveco Eurocargo (categoria camion)

1999
- al Rally di Tunisia su Iveco Eurocargo (categoria camion)
- al Rally dei Faraoni su Iveco Eurocargo (categoria camion)
- all'Abu Dhabi Desert Challenge su Iveco Eurocargo (categoria camion)
- al Rally del Marocco su Iveco Eurocargo (categoria camion)
- in Coppa del mondo rally raid su Iveco Eurocargo (categoria camion)

2011
- al Rally del Marocco su Iveco (categoria camion)